# Midhad Abbasov
Pour les articles homonymes, voir Abbasov.
 (janvier 2024).
Midhad Abbasov (en azéri: Midhət Teymur oğlu Abasov; né le 31 juillet 1926 à Bakou et mort le 23 avril 2012 à Bakou) est un docteur en sciences techniques (1962), pétrolier, scientifique, professeur, membre titulaire de l'ANAS (1980), scientifique émérite d'Azerbaïdjan (1990).

## Biographie
Midhad Teymur oglu Abasov est né le 31 juillet 1926. En 1943, il obtient son diplôme d'études secondaires et entre à l'Institut industriel d'Azerbaïdjan. Parallèlement, il travaille au sein du trust Karadagneft de l'association Azneft. En 1949, après avoir obtenu son diplôme de l'institut, il entre à l'école supérieure AZI du nom de  M. Azizbekov.
De mai 1951 à août 1958, il travaille dans l'expédition pétrolière de l'Académie des sciences d'Azerbaïdjan en tant que chercheur junior, chef adjoint des travaux scientifiques. En 1953, il soutient sa thèse pour le diplôme de candidat en sciences techniques. En août 1958, il rejoint l'Institut azerbaïdjanais de recherche sur la production pétrolière, puis l'Académie des sciences d'Azerbaïdjan, au poste de chef du laboratoire.

## Activité scientifique
- En 1962 M. Abasov obtient le titre scientifique du Docteur en Sciences Techniques. Depuis 1964 il est Directeur adjoint pour la science. En 1965, il est confirmé au rang de professeur.
- En 1968, il est élu membre correspondant de l'Académie des Sciences de la RSS d'Azerbaïdjan, en 1980 - membre à part entière.

En 1984, il est élu membre correspondant de l'Académie des sciences de l'URSS.
- De 1971 à 2003 - Directeur de l'Institut pour les problèmes des gisements profonds de pétrole et de gaz (IGOGM) de l'Académie des sciences de la RSS d'Azerbaïdjan.
- En 1975, il fait une présentation au IXe Congrès mondial du pétrole à Tokyo.
- De septembre 1976 à 1990, Mitat Abbasov travaille comme académicien-secrétaire du Département des sciences de la terre de l'Académie des sciences d'Azerbaïdjan et de 1990 à juin 1997, vice-président de l'Académie des sciences d'Azerbaïdjan.
- En 1991, il est membre du Conseil présidentiel de la République d'Azerbaïdjan. De décembre 1991 à avril 1992 il remplit les fonctions du Secrétaire d'État de la République d'Azerbaïdjan.

Au cours des dernières années de sa vie, M. T. Abbasov travaille comme chercheur en chef à l'Institut de géologie de l'ANAS et directeur scientifique des problèmes liés au développement des gisements de pétrole et de gaz.

## Principales orientations de l'activité scientifique
- Développement de gisements de pétrole et de gaz.
- Hydrodynamique souterraine.

Sous la direction de M.Abbasov, de nouvelles technologies sont créées dans le domaine de l’amélioration de la récupération du pétrole et de l’augmentation de la productivité des puits, et des modèles économiques et mathématiques sont développés pour optimiser le développement des ressources pétrolières et gazières.
Il est l'auteur de plus de 600 ouvrages scientifiques, dont 16 monographies, 43 inventions et 5 brevets.